# 博尔德城 (内华达州)
博尔德城（英語：Boulder City）是美国内华达州克拉克縣的一座城市，位于拉斯维加斯东南方向26英里（42）处，2020年人口普查显示博尔德城有人口14,885人。